# Curbridge (Hampshire)
Curbridge – wieś w Anglii, w hrabstwie Hampshire. Leży 21 km na południowy wschód od miasta Winchester i 104 km na południowy zachód od Londynu.